# Wojciech
Wojciech ([ˈvɔjtɕɛx]) è un nome proprio di persona polacco maschile.

## Varianti
- Ipocoristici: Wojtek[1]
- Femminili: Wojciecha[1]

### Varianti in altre lingue
- Casciubo: Wòjcech
- Ceco: Vojtěch[1]
  - Ipocoristici: Vojta[1]
- Croato: Vojtjeh
- Russo: Войтех (Vojtech), Войцех (Vojcech)
- Serbo: Војко (Vojko)
- Slovacco: Vojtech[1]
- Sloveno: Vojteh

## Origine e diffusione
È composto dagli elementi slavi voji ("soldato", da cui anche Bořivoj e Milivoj) e tekha ("conforto", "gioia"). Il nome è particolarmente noto per essere stato portato da un santo vescovo boemo che evangelizzò la Polonia, l'Ungheria e la Prussia, e che è più noto con il nome di sant'Adalberto (che etimologicamente non ha alcuna correlazione con Wojciech).

## Onomastico
L'onomastico si festeggia il 23 aprile in ricordo di sant'Adalberto, nato Vojtěch, arcivescovo di Praga e poi martire in Prussia.

## Persone

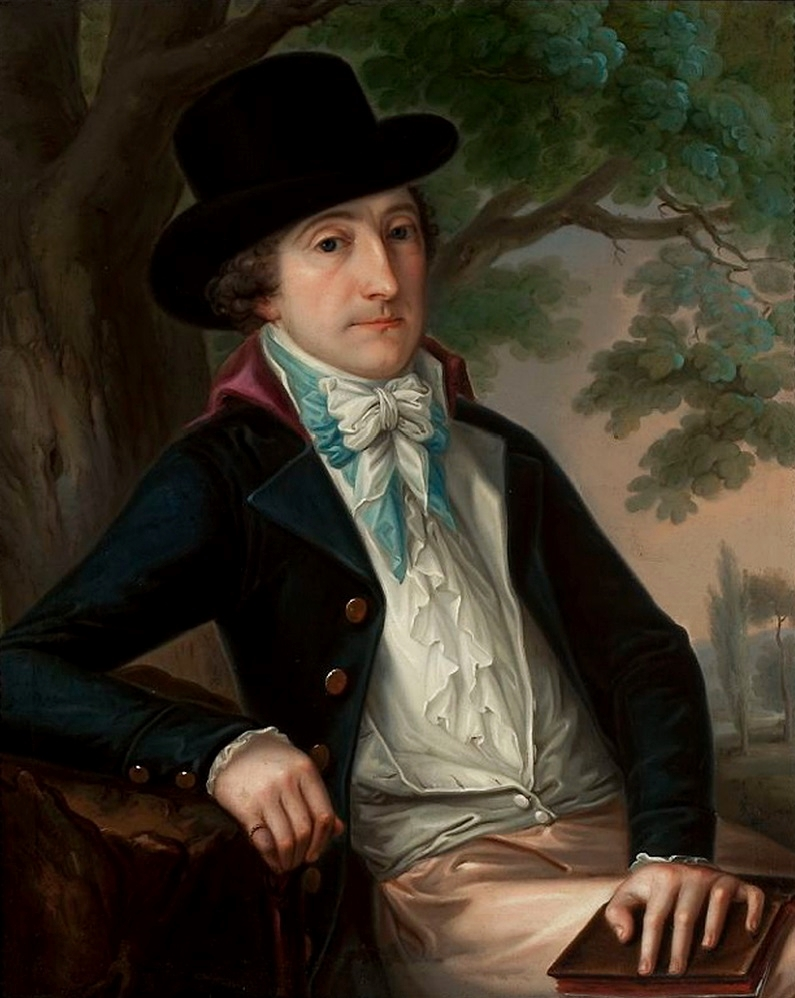
Wojciech Bogusławski

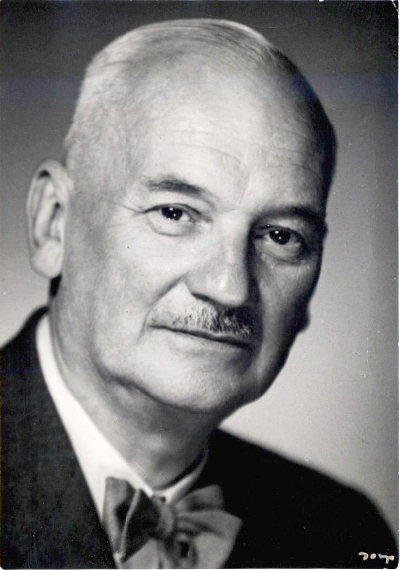
Wojciech Rubinowicz

- Wojciech Bartelski, politico polacco
- Wojciech Barycz, cestista polacco
- Wojciech Bobowski, musicista, poeta, pittore e dragomanno polacco
- Wojciech Bogusławski, attore teatrale, direttore teatrale e drammaturgo polacco
- Wojciech Chrzanowski, generale e cartografo polacco
- Wojciech Jaruzelski, politico e generale polacco
- Wojciech Kilar, compositore polacco
- Wojciech Korfanty, giornalista, politico e attivista polacco
- Wojciech Płocharski, giornalista, scrittore e compositore polacco
- Wojciech Pszoniak, attore polacco
- Wojciech Rubinowicz, fisico polacco
- Wojciech Stattler, pittore polacco
- Wojciech Szczęsny, calciatore polacco
- Wojciech Weiss, pittore e disegnatore polacco

### Variante Vojtech
- Vojtech Christov, arbitro di calcio slovacco
- Vojtech Holesch, architetto slovacco
- Vojtech Löffler, scultore slovacco
- Vojtech Mihálik, poeta, traduttore e politico slovacco
- Vojtech Tuka, politico slovacco

### Variante Vojtěch

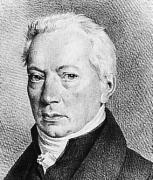
Vojtěch Jírovec

- Vojtěch Bradáč, calciatore cecoslovacco
- Vojtěch Cikrle, vescovo cattolico ceco
- Vojtěch Jarník, matematico ceco
- Vojtěch Jírovec, compositore ceco

### Variante Wojtek
- Wojtek Pilichowski, bassista e compositore polacco
- Wojtek Wolski, hockeista su ghiaccio polacco